# Sara Baume
Sara Baume (nacida en 1984) es una novelista irlandesa.

## Biografía
Su padre es de ascendencia inglesa mientras que su madre es de ascendencia irlandesa. Mientras sus padres viajaban en caravana, Sara Baume nació «en la carretera a Wigan Pier». Cuando  tenía 4 años,  se mudaron al condado de Cork, Irlanda. Estudió Bellas Artes en la Universidad de Arte y Diseño de Dun Laoghaire y escritura creativa en la Trinity College, Dublin donde recibió su MPhil. Ha recibido un premio de Literary Fellowship de la Fundación Lannan en Santa Fe, Nuevo México. Sus libros están publicados por Tramp Press en Irlanda y Heinemann en Gran Bretaña.
En 2015, participó en el Programa Internacional de Escritura de la Residencia de Otoño (International Writing Program's Fall Residency) en la Universidad de Iowa, en Ciudad de Iowa.

## Novelas
- Spill Simmer Falter Wither Dublin: Tramp Press, 2015. ISBN 9780992817060, OCLC 914290042
- A Line Made by Walking Boston; New York: Houghton Mifflin Harcourt, 2017. ISBN 9780544716957, OCLC 953709514[6] (llamada así por la escultura de Richard Long, A Line Made by Walking)[7][8]
- handiwork Dublin: Tramp Press, 2020. ISBN 978-1916434257. OCLC 1181919539

## Premios
- Davy Byrne’s Short Story Award por Solesearcher1, 2014[1][9]
- Hennessy New Irish Writing Award, 2015
- Rooney Prize for Literature, 2015
- Irish Book Award Sunday Independent Newcomer of the Year for Spill Simmer Falter Wither, 2015[10]
- Geoffrey Faber Memorial Prize, por Spill Simmer Falter Wither, 2015[11]
- Kate O’Brien Award por Spill Simmer Falter Wither, 2016[12]
- Folio Prize, shortlisted por handiwork, 2021[13]